# Уругвай на летних Олимпийских играх 1992
Уругвай принимал участие в Летних Олимпийских играх 1992 года в Барселоне (Испания) в пятнадцатый раз за свою историю, но не завоевал ни одной медали.

## Результаты соревнований

### Академическая гребля
В следующий раунд из каждого заезда проходили несколько лучших экипажей (в зависимости от дисциплины). В финал A выходили 6 сильнейших экипажей, остальные разыгрывали места в утешительных финалах B-D.
Мужчины
| Соревнование | Спортсмены  | Предварительный заезд | Предварительный заезд | Предварительный заезд | Отборочный заезд | Отборочный заезд | Отборочный заезд | Полуфинал     | Полуфинал     | Полуфинал     | Финал   | Финал   | Итоговое место |
| Соревнование | Спортсмены  | Заезд                 | Время                 | Место                 | Заезд            | Время            | Место            | Заезд         | Время         | Место         | Время   | Место   | Итоговое место |
| ------------ | ----------- | --------------------- | --------------------- | --------------------- | ---------------- | ---------------- | ---------------- | ------------- | ------------- | ------------- | ------- | ------- | -------------- |
| одиночки     | Хесус Поссе | 1                     | 7:38,96               | 5                     | 1                | 7:31,32          | 4                | Полуфинал C/D | Полуфинал C/D | Полуфинал C/D | Финал C | Финал C | 18             |
| одиночки     | Хесус Поссе | 1                     | 7:38,96               | 5                     | 1                | 7:31,32          | 4                | 2             | 7:05,53       | 3             | 7:18,27 | 6       | 18             |